# The Killers
The Killers é uma banda americana de rock, formada no ano de 2001 em Las Vegas. É composta por Brandon Flowers (vocais e sintetizador), Dave Keuning (guitarra e vocal de apoio), Ronnie Vannucci (bateria) e Mark Stoermer (baixo e vocal de apoio). Seu primeiro álbum, Hot Fuss, foi lançado em 15 de junho de 2004, obtendo ótimas críticas e grande reconhecimento junto ao público, em grande parte devido aos sucessos "Somebody Told Me", "Mr. Brightside" e à sonoridade dançante dos anos 80, oriunda dos sons sintéticos das canções. O segundo álbum do grupo, Sam's Town, foi lançado em 3 de outubro de 2006, e marcou uma considerável mudança no estilo da banda, tanto em relação à música, que apresentou influências mais roqueiras, como Bruce Springsteen, quanto ao estilo de se vestir, que tornou-se mais "agressivo", mais compatível com a sonoridade extremamente americana que caracteriza Sam's Town. Em 2008, eles lançaram o álbum Day & Age, que foi sucesso de crítica e público. Em 2012, após um período parados, o The Killers lançou seu quarto álbum de estúdio intitulado Battle Born. Em 2017, eles lançaram seu quinto álbum, Wonderful Wonderful. A banda divulgou no dia 15 de novembro de 2019 seu novo álbum, Imploding the Mirage, lançado no segundo semestre de 2020.
A banda The Killers é considerada um dos grupos de rock mais bem sucedidos do século XXI, tendo vendido mais de 28 milhões de discos pelo mundo, incluindo 10,8 milhões de cópias só nos Estados Unidos. Eles se apresentaram em mais de cinquenta países e em seis continentes, sendo os principais locais como Madison Square Garden, Wembley Stadium e Glastonbury Festival (entre 2007 e 2019).

## História

### Formação e primeiras apresentações (2001–2003)
Os atuais integrantes do The Killers tiveram diversas ocupações antes de formarem a banda. Brandon Flowers, com os estudos recém-concluídos, trabalhou por um tempo no Gold Coast Hotel and Casino, em Las Vegas, como porteiro. Sua função era receber os hóspedes recém-chegados e guiá-los pelo hotel. Dave Keuning trabalhava em uma loja de roupas chamada Banana Republic, mas saiu de lá quando um novo chefe o proibiu de ouvir música no local de trabalho. Mark Stoermer entregava equipamentos médicos e estudava Filosofia na Universidade de Nevada, e Ronnie Vannucci estudava percussão clássica nesta mesma universidade, enquanto trabalhava como fotógrafo de casamentos.

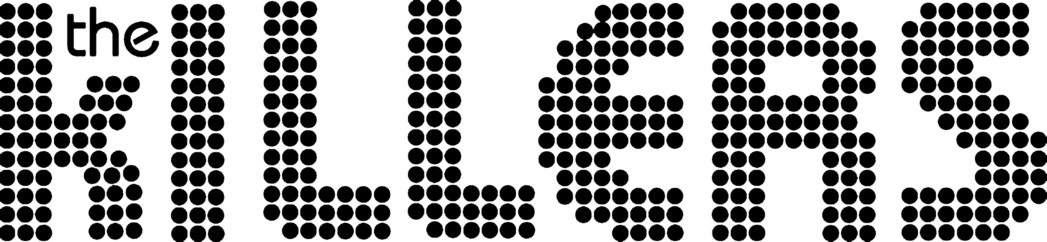
O logo da banda, adotado em 2003

Algum tempo depois, Brandon Flowers tornou-se o tecladista de uma banda de synthpop chamada The Blush Response. Entretanto, quando seus integrantes decidiram se mudar para Los Angeles, Flowers se recusou a acompanhá-los, o que resultou na sua saída do grupo. Algum tempo após esse incidente, ele foi a um concerto do Oasis, em Las Vegas, o que lhe fez chegar à conclusão de que "sua vida precisava de mais guitarras". Com essa ideia na cabeça, Brandon chegou ao ponto de parar qualquer carro na rua com adesivos de bandas para convidar quem estivesse dentro para a sua banda. Enquanto isso, Dave Keuning procurava músicos "que amavam Oasis", através de um anúncio em um jornal, para formar uma banda. Flowers leu o anúncio e, fascinado pela música do Oasis, respondeu à Dave. Em uma entrevista, Dave falou sobre como ele e Flowers se conheceram:
| “                                                                         | Brandon havia acabado de ver o Oasis no The Joint, e ele não sabia muito sobre eles. Mas isso o mudou, pois ele era membro de uma banda de synth pop, e ver o Oasis fez com que ele procurasse um guitarrista. Ele me ligou, e foi assim que nos conhecemos. Nós não sabíamos como iríamos soar, apenas tínhamos um monte de bandas em comum. Mas eu disse a ele, "eu quero fazer músicas como os Beatles e os Stones, apenas boas músicas." | ” |
| — Dave Keuning - setembro de 2005, em entrevista a um jornal de Las Vegas | |   |

Com isso, os dois músicos passaram a se encontrar no local onde Dave morava, e escreveram a primeira canção do grupo, a única que eles tocam em todos os concertos até hoje, e que se tornou o principal sucesso do grupo: "Mr. Brightside". Sob o nome de The Killers (retirado de um videoclipe do New Order chamado "Crystal"), os primeiros concertos da banda contavam apenas com Flowers e Keuning, e uma representação eletrônica de bateria e baixo. O visual dos dois se assemelhava muito ao de uma banda de glam rock: enquanto Dave usava sombra, Brandon usava glitter e uma pesada maquiagem nos olhos. Mesmo para uma banda local, os concertos da então dupla atraíam pouca gente. Na maioria das vezes, o único público era a mãe de Brandon, algumas amigas dela e um grupo que ia com Ronnie Vannucci até as apresentações. Nesta época, Ronnie estava pensando em se juntar à banda, mas queria saber a opinião de seus amigos, que riam diante da performance nervosa e da maquiagem de Brandon e Dave. Após fazerem testes com alguns baixistas e bateristas, eles encontraram Dell Stir para o baixo e Matt Noezoss para a bateria. Esta formação não durou muito tempo. A formação atual do grupo completou-se quando o próprio Ronnie Vannucci substituiu Matt Noezoss, e Mark Stoermer (que passou a acompanhar as apresentações da banda), se tornou amigo de Ronnie e se tornou o baixista oficial da banda.
Eles passaram a compor e ensaiar na garagem de Ronnie (o único que tinha uma residência fixa) e, quando não podiam utilizá-la, eles iam para o estúdio de aulas da universidade onde Ronnie estudava, no meio da noite. Alternando entre esses dois locais, a banda compôs, gravou e lançou seu primeiro demo, composto pelas canções "Replaceable", "Under The Gun", "Mr. Brightside" e "Desperate".

A primeira apresentação do grupo foi feita em um clube chamado Tremorz. Foi horrível desde o início, devido ao fato de o clube não possuir nenhum sistema de som e também por um efeito que Brandon usava em sua voz para que ela ficasse semelhante à de Julian Casablancas (vocalista dos Strokes), efeito que falhou horrivelmente. Brandon desafinou muitas vezes e não possuía nenhuma presença de palco, mas a apresentação foi o suficiente para que o grupo chamasse a atenção de quem estava no bar naquela noite. O Café Roma, em Las Vegas, também foi palco de algumas apresentações do grupo. Eles tocaram lá diversas vezes em troca de sanduíches e cafés de graça. O café citado na letra de "Glamorous Indie Rock & Roll", do primeiro álbum da banda, Hot Fuss, é o Café Roma.
As notícias sobre a banda e o demo dos rapazes chegaram aos ouvidos de um representante da Warner Music que, apesar de recusar enviar o demo a esta gravadora, enviou-o a uma gravadora independente de Londres, a Lizard King. O grupo assinou com a Lizard King e saiu em sua primeira turnê, pela Inglaterra. Eles passaram a dividir seu tempo entre os concertos e as gravações de seu primeiro álbum. As gravações demoraram cerca de três meses, e durante este tempo, a banda foi vítima de algumas catástrofes. Eles passaram por um terremoto durante as gravações de "Believe Me Natalie", por um incêndio para chegar ao estúdio e gravar "Change Your Mind" e, quando voltavam da turnê britânica, o motor do avião em que estavam parou e eles começaram a descer em queda livre.

### O debut:Hot Fuss(2003–06)
Antes mesmo de seu primeiro álbum ser concluído, o grupo já dividia datas de concertos no Reino Unido com os grupos British Sea Power e stellastarr* no verão de 2004, o que deu à banda a chance de mostrar ao público britânico como seu álbum iria soar. Hot Fuss foi lançado em junho daquele ano, e "Somebody Told Me", "Mr. Brightside", Smile Like You Mean It" e "All These Things That I've Done" tornaram-se sucessos imeditados. O próprio álbum atingiu a sétima posição no Billboard Top 200. Devido à grande presença de sintetizadores neste álbum, houve uma forte associação entre Hot Fuss e grupos dos anos 80 como U2, The Cure, Duran Duran, Depeche Mode e New Order, o que levou os críticos a definirem o grupo como New Wave, synthpop, pop alternativo, dance rock dentre outros gêneros musicais.
Amplamente divulgado em canais televisivos (como a MTV 2 e outros canais que concederam grande rotação ao videoclipe de "Mr. Brightside"), Hot Fuss fez bastante sucesso (recebendo, inclusive, disco de platina triplo no Canadá), principalmente no Reino Unido, onde atingiu a primeira posição nas paradas musicais. Após o lançamento de Hot Fuss o The Killers passou a receber grande exposição ao redor do mundo, não apenas devido ao fato de "Somebody Told Me" ter estado em grande rotatividade em inúmeras rádios ao redor do mundo mas, em grande parte, devido ao reconhecimento de artistas como Elton John, David Bowie e Bono. Eles passaram a tocar em grandes festivais e abrir shows para artistas como Morrissey, dentre outros importantes nomes da música. Com um álbum bem recebido pela crítica e tendo um grande número de fãs ao redor do mundo, eles tiveram um grande desafio: lançar um segundo álbum que atendesse às expectativas geradas por Hot Fuss.

### Sam's TowneSawdust(2006–07)

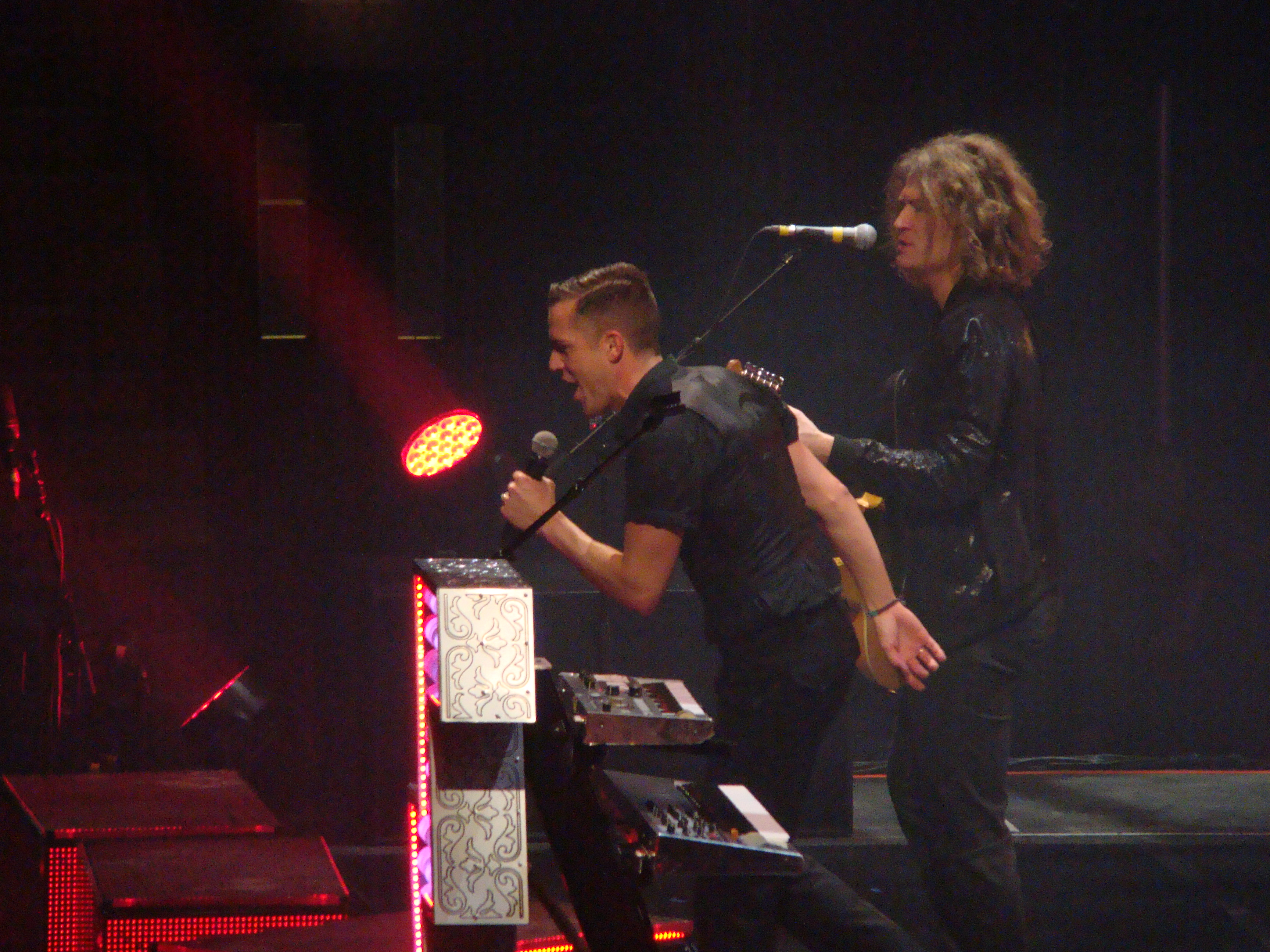
Brandon e Dave se apresentando em 2012

Em 3 de outubro de 2006 foi lançado, então, o segundo álbum da banda, Sam's Town. É notável o contraste entre Hot Fuss e Sam's Town; a mudança na sonoridade do grupo fica evidente, já que há um certo abandono dos sintetizadores, marca registrada de Hot Fuss, e é dada uma importância maior às guitarras de Dave Keuning, mais cheias e distorcidas.
Dentre as influências do álbum, a mais evidente é a do cantor norte-americano Bruce Springsteen, o que concedeu à Sam's Town um espírito mais americano e, de certa forma, mais violento. Foram feitas inúmeras comparações entre Sam's Town e Born In The U.S.A., famoso álbum de Springsteen, e as críticas feitas à Sam's Town não possuíam meio-termo: ou o álbum estava péssimo, ou era a salvação do rock. Essa mesma heterogeneidade de críticas se fez presente na opinião dos fãs mais antigos que, acostumados com o som mais synth de Hot Fuss, não pouparam Sam's Town. Entretanto, essa agressividade do segundo álbum atraiu novos fãs ao grupo, em grande parte devido ao sucesso de singles como "Bones", "Read My Mind" e "When You Were Young". A exposição da banda aumentou ainda mais quando Tim Burton produziu o clipe de "Bones" e "When You Were Young" passou a integrar a lista de músicas dos jogos Guitar Hero III: Legends of Rock e Rock Band. Além disso, "Read My Mind" passou a ser música tema da série "ER" aparecendo em vários comercias do programa.
Apesar de toda a controvérsia que Sam's Town gerou, foi um álbum que fez bastante sucesso (recebeu disco de platina duplo no Canadá). Em uma entrevista, Brandon Flowers disse o seguinte sobre Sam's Town: "Eu tenho de confessar que as pessoas não vão gostar de nós. Nós apenas temos de fazer o melhor álbum que nós pudermos. E nós estamos fazendo isto. Este é um dos melhores álbuns dos últimos 20 anos. Nada pode abalar este álbum."

### Day & Agee hiato (2007–2011)

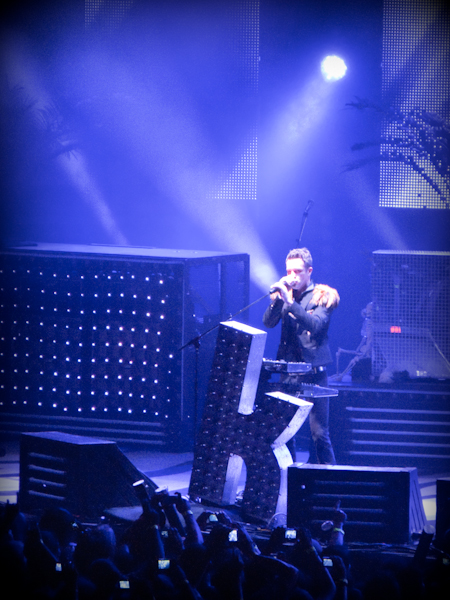
The Killers se apresentando em setembro de 2009

O terceiro álbum do The Killers, Day & Age, foi lançado em 24 de novembro de 2008 no Reino Unido e em 25 de novembro de 2008 nos Estados Unidos. Eles trabalharam com Stuart Price que fez os remixes de Thin White Duke do "Mr Brightside" e produziu as canções "Leave the Bourbon on the Shelf" e "Sweet Talk". O primeiro single do álbum foi a canção "Human", lançada em 22 de setembro, e recebeu a certificação de platina pela RIAA. Day & Age se tornou o terceiro álbum da banda a chegar a primeira posição na Inglaterra e na Irlanda, e também chegou a 6ª posição na Billboard 200 americana. O álbum recebeu da BPI quatro certificações de platina, passando da casa dos 1,2 milhões de cópias vendidas na Grã-Bretanha. Nos Estados Unidos, superou a marca de 500 mil CDs vendidos.
Em fevereiro de 2009, a banda ganhou o prêmio de Melhor Grupo Internacional da revista NME. Durante o verão de 2009, o The Killers foi a atração principal de vários festivais pela Europa incluindo uma apresentação no Hyde Park em Londres. Eles também se apresentaram no Lollapalooza e no Coachella, ambos nos Estados Unidos. Nos dias 5 e 6 de julho, eles se apresentaram no Royal Albert Hall, na capital inglesa, para gravar o seu primeiro DVD ao vivo, o Live from the Royal Albert Hall. Este DVD foi lançado em novembro do mesmo ano e acabou sendo um enorme sucesso comercial.
Depois do lançamento do Day & Age, a banda embarcou numa grande turnê internacional com vários shows lotados que durou de 2008 a 2010.
Em 2012, enquanto a banda trabalhava num novo disco, o saxofonista e também produtor de alguns títulos do grupo, Thomas Marth, foi encontrado morto com um tiro. O saxofonista teria se suicidado, o que motivou uma nota de pesar por parte da banda.

### Retorno eBattle Born(2011–14)

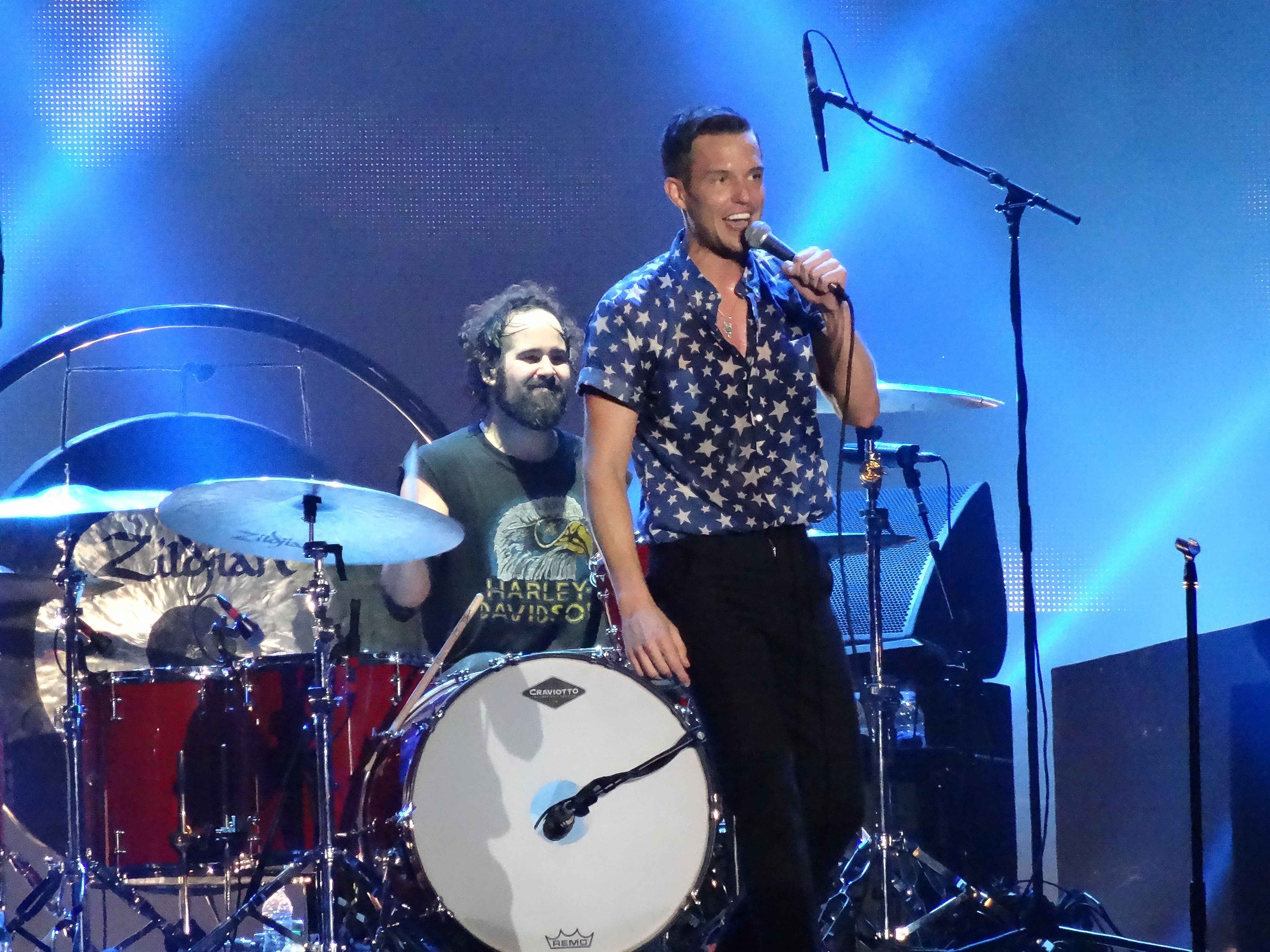
O vocalista Brandon Flowers e o baterista Ronnie Vannucci se apresentando pelo The Killers durante em Moscou, na Rússia, em 2013

A banda começou a trabalhar em maio de 2011 em Las Vegas no estúdio em seu próximo álbum. Em uma entrevista publicada na Q Magazine em Julho, Flowers afirmou que a banda escreveu seis novas músicas para o novo álbum, incluindo um 'épico de sete minutos' chamado "The Slot Tech". Em maio de 2012, foi confirmado o nome do quarto álbum de estúdio, Battle Born, lançado em setembro do mesmo ano. Em 7 de julho de2012, o The Killers lançou oficialmente o trailer do novo álbum.
O primeiro single de Battle Born foi a canção "Runaways", lançada nas rádios em 10 de julho de 2012.
Em fevereiro de 2013, a banda ganhou o prêmio de "melhor artista internacional" no NME Awards.
Ao fim de 2013, ainda em turnê, o baterista da banda, Ronnie Vannucci, afirmou em entrevista ao The Daily Star que o grupo já estava trabalhando em um novo álbum. Em novembro, foi anunciado o lançamento de um álbum de grandes êxitos, intitulado Direct Hits. Uma curta turnê se seguiu, basicamente por festivais de música.

### Wonderful Wonderful(2015–2018)
The Killers começou a trabalhar no seu quinto álbum de estúdio ao final de 2015. De acordo com Brandon Flowers, a banda tinha planos de trabalhar com os produtores Flood e Alan Moulder. Em maio de 2016, Ryan Tedder também revelou que estava trabalhando com o grupo em novas músicas. Em setembro de 2016, o baterista Ronnie Vannucci declarou que o álbum estava na maior parte escrito, mas a melodia ainda estava sendo trabalhada e eles estavam trabalhando com o produtor Jacknife Lee. Em novembro, Flowers confirmou que o The Killers lançaria seu álbum em 2017.

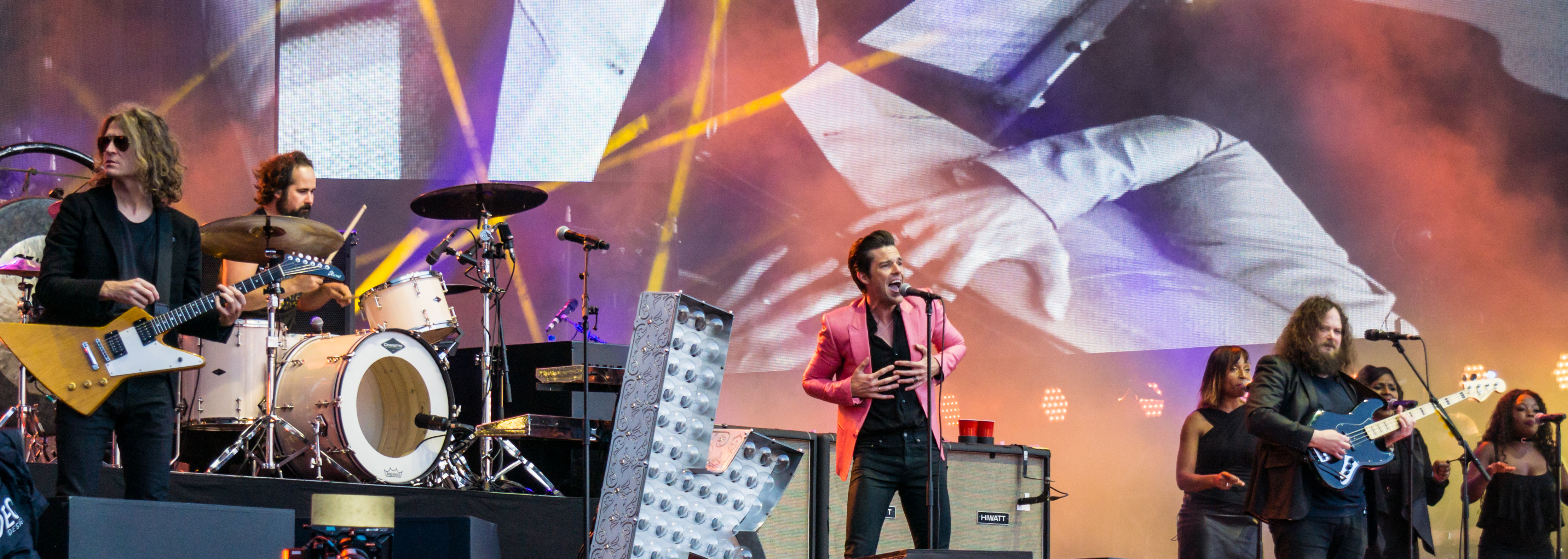
The Killers se apresentando em 2017

No segundo semestre de 2016, a banda saiu numa pequena turnê. Em 30 de setembro e 1 de outubro de 2016, o grupo celebrou dez anos do seu segundo álbum, Sam's Town, tocando duas noites no cassino e hotel de mesmo nome (o Sam's Town Hotel and Gambling Hall), cujo nome foi usado no disco. O álbum foi tocado na íntegra do início ao fim no evento.
Em 18 de novembro de 2016, The Killers lançou mais uma compilação de natal, Don't Waste Your Wishes, com 100% dos lucros sendo doados para a campanha Product Red.
Em 14 de junho de 2017, a banda lançou uma nova música, intitulada "The Man", que seria o primeiro single do seu quinto álbum de estúdio. O novo disco, intitulado Wonderful Wonderful, foi lançado em 22 de setembro de 2017. O disco foi bem recebido pelo público e pela crítica, com mais de 200 mil cópias comercializadas na sua primeira semana pelo mundo, estreando entre os mais vendidos em diversos países, como Estados Unidos, Inglaterra, Austrália e Canadá.

### Imploding the MirageePressure Machine(2019–presente)
Em 15 de novembro de 2019, o The Killers anunciou o título do seu sexto álbum de estúdio, Imploding the Mirage, com lançamento previsto para a primavera de 2020. A banda também divulgou que iria fazer uma grande turnê em estádios no Reino Unido e na Irlanda entre maio e junho de 2020. A turnê, porém, foi adiada devido à pandemia de COVID-19 no mundo. Já o álbum foi lançado no dia 21 de agosto de 2020.
Em 19 de julho de 2021, a banda anunciou seu sétimo álbum, intitulado Pressure Machine, que foi lançado em 13 de agosto. Rhian Daly, da The Forty-Five, descreveu o disco como um "estudo calmo e poético do caráter da vida em uma pequena cidade." O álbum estreou na primeira posição nas paradas de sucesso no Reino Unido, tornando-se o sétimo disco na história da banda a alcançar o topo na lista dos mais vendidos em território britânico.

## Controvérsias
Dentre estas inimizades, as mais notáveis são o Panic! At The Disco, Fall Out Boy (que chegou a tocar o sucesso "Mr. Brightside" em um show) e o The Bravery (que são da mesma gravadora deles). Brandon disse que "estas bandas estão pegando carona no nosso sucesso. Eles deviam nos agradecer por existirmos". Em setembro de 2005, o baixista do Fall Out Boy, Pete Wentz, ofereceu um "cessar-fogo" em seu blog. Flowers, então, se desculpou, dizendo "Eu gostaria de voltar atrás. Estas pessoas estão apenas fazendo o que elas querem fazer, do mesmo jeito que eu. Eu sou uma boa pessoa e amo as pessoas. Eu sou apenas intrometido, e, algumas vezes, ciumento. Não é uma coisa da qual eu me orgulhe."
Na NME, Dave Keuning disse: "Todas essas bandas, Fall Out Boy, Panic! At The Disco, elas são influenciadas uma pela outra e pelo blink-182. Como isso pode ser uma coisa boa?" Em 14 de novembro de 2006, o Panic! At The Disco fez uma aparição em um episódio de Total Request Live, e deixou claro que eles não têm nada contra o The Killers, dizendo que "adoraram o novo álbum".

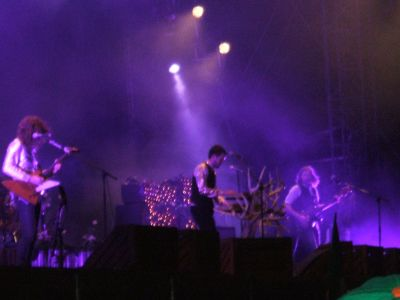
Dave, Brandon e Mark no Oxegen 07

Entretanto, enquanto Flowers acusa essas bandas de imitarem o estilo do The Killers, o próprio The Killers tem sido rotineiramente acusado de "capitalizar" o estilo que fez com que os Strokes se tornassem famosos em 2000. Além do mais, o antigo visual de Brandon Flowers é constantemente comparado ao da banda nova-iorquina Interpol, e apenas após eles se estabelecerem nas paradas das rádios é que eles retornaram à sua antiga imagem, deixando a barba crescer e vestindo-se num estilo mais "selvagem", digno da cena de Las Vegas.
Em algumas entrevistas para revistas musicais, Brandon disse que a canção "Where Is She?" é baseada em Jodi Jones, uma adolescente escocesa cujo namorado, Luke Mitchell, é acusado de assassiná-la. Muitas pessoas, especialmente os escoceses, acharam isto um insulto à memória de Jodi, e Brandon (falando pela banda toda), pediu desculpas formalmente no Sunday Herald.
Brandon Flowers também alfinetou o Green Day e seu álbum American Idiot, dizendo que este álbum é "antiamericano". Flowers disse que não gostou do álbum em si e do fato de que o DVD da banda, Bullet in a Bible, foi filmado fora dos Estados Unidos. A gravação do concerto presente em Bullet in a Bible mostra centenas de fãs ingleses da banda cantando "American Idiot". Ele disse, "Para ir a um lugar como Inglaterra ou Alemanha e cantar essa música - essas crianças não estão entendendo isso do jeito que era para se entender. E ele (Billie Joe Armstrong) sabe disso." Comprovando que ele realmente considera o DVD do Green Day antiamericano, ele disse que seu segundo disco, Sam's Town, é uma melhor representação da cultura norte-americana. Até mesmo o vocalista do Radiohead, Thom Yorke, foi alfinetado pelo líder do grupo. Segundo Flowers, "Ele (Thom Yorke) deveria ser grato de ter sido abençoado com o dom de escrever canções pop, coisa que ele precisa voltar a fazer."
Em entrevista ao jornal The Sun, Brandon afirmou que a música americana é “retardada”, ao comentar sobre o fato da banda ter feito sucesso primeiro no Reino Unido e não na sua terra natal, Las Vegas. “Eu me questiono, o que os adultos ouvem? Eles ouvem o que está tocando no rádio? As pessoas deveriam ouvir algo que se relacione com elas, não (músicas) sobre perder a virgindade com o namorado num sábado a noite. Isso é retardado. Toda música é igual. E se sujeitos de 40 anos estão ouvindo essa porcaria, eles vão criar seus filhos com isso na cabeça. Isso nem é música”. Vannucci, completando o comentário disse: “Estourar antes no Reino Unido foi ótimo, pois os EUA são retardados musicalmente” “Está tudo de cabeça para baixo. Há tanta música boa que não ganha atenção. Tem muita besteira nas rádios americanas”.

## Aparições notáveis
O sucesso da banda fez com que eles fossem convidados para diversos programas e festivais. Em 15 de janeiro de 2005, e em 30 de setembro de 2006, o grupo foi o convidado musical em um programa de grande repercussão da televisão norte-americana, Saturday Night Live. Na sua mais recente aparição no programa, eles tocaram "When You Were Young" e "Bones", como forma de promover o novo disco, Sam's Town. Eles também foram convidados para programas como Jimmy Kimmel Live, The Late Show with David Letterman, The Tonight Show with Jay Leno e Late Night with Conan O'Brien. No Reino Unido, eles apareceram no Top of the Pops, Friday Night with Jonathan Ross e Later with Jools Holland. O grupo também tocou em um episódio de Austin City Limits, em 11 de novembro de 2005, junto com o grupo Spoon. Killers também fazem uma aparição no episódio 4 da segunda temporada de The O.C., The new era. Eles tocam no "Bait Shop" as canções: "Smile Like You Mean It", "Mr. Brightside" e "Everything Will Be Alright".
A banda não apenas foi citada diversas vezes no periódico NME, como também foi capa da revista diversas vezes. Por isso que boa parte do sucesso do grupo no Reino Unido pode ser creditada a esta revista, já que, com essa exposição, nomes importantes no meio musical revelaram gostar de The Killers, como David Bowie e Elton John. Eles ainda tocaram na noite de lançamento do videogame Xbox 360, em 12 de maio de 2005, apresentada pelo ator Elijah Wood na MTV.
Em 2005, eles ainda tocaram no Festival de Glastonbury, no Palco Pirâmide, sexta-feira à noite. Originalmente, foi oferecido a eles a principal apresentação do domingo, após Kylie Minogue ter cancelado sua própria apresentação por causa de seu diagnóstico de câncer de mama, mas o grupo recusou, pois eles não sabiam se teriam canções suficientes para preencher este horário. De qualquer maneira, eles atraíram um dos maiores públicos do festival. Em 9 de julho deste mesmo ano, eles se apresentaram em Balado, Escócia, como atrações do festival T In The Park. Após a apresentação de sua banda, o vocalista Brandon Flowers foi convidado pelo New Order para tocar "Crystal" em sua apresentação. O The Killers ainda esteve programado para abrir o concerto do U2 em Viena, mas foram substituídos pelo grupo irlandês The Thrills, (embora, algum tempo depois, Brandon Flowers tenha feito um dueto com Bono na música "In a Little While"). Eles ainda apareceram no Carling Weekend como o segundo grupo no tributo aos Pixies.
Ainda em 2005, houve, talvez, o principal agente catalisador de seu sucesso no Reino Unido. Se apresentaram no palco Londres do mega festival Live 8, no dia 2 de julho, realizado nos países do G8 e na África do Sul. Tendo a chance de tocar apenas uma canção, a escolhida foi "All These Things That I've Done". Para surpresa geral, o popstar Robbie Williams incorporou o coro "I've got a soul but I'm not a soldier" em sua apresentação de "Let Me Entertain You". Coldplay e U2 seguiram Robbie Williams e inseriram essa famosa linha em suas músicas "God Put a Smile Upon Your Face" e "Beautiful Day", respectivamente.

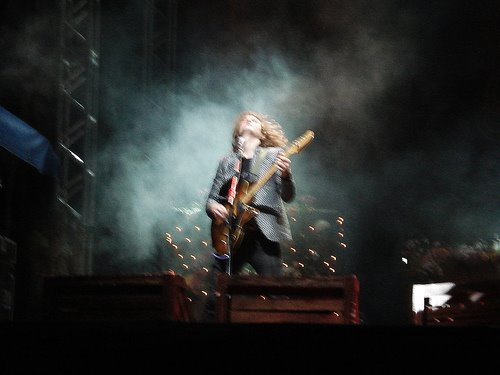
Dave no Tim Festival 2007

Em 9 de fevereiro de 2007 eles gravaram uma sessão acústica nos estúdios da Abbey Road, para o segmento Live from Abbey Road do Channel 4. A música "Sam's Town", tocada nesta sessão, viria a ser incluída na compilação Sawdust. Eles ainda fizeram um cover de um sucesso do Dire Straits, "Romeo and Juliet", que foi incluído nesta mesma compilação e no single de For Reasons Unknown. Em 14 de fevereiro de 2007 (Dia dos Namorados), o grupo tocou "When You Were Young" no BRIT Awards, estando indicados para duas categorias (Grupo Internacional e Álbum Internacional), tendo vencido ambas e desbancando Red Hot Chili Peppers, Scissor Sisters e Gnarls Barkley. Em 23 de junho deste mesmo ano eles foram a principal atração do Festival de Glastonbury de 2007, do Hovefestivalen, ocorrido no meio do ano, no V Festival, em agosto, e no Austin City Limits Festival, em setembro. Eles ainda foram a principal atração do palco principal do T In The Park, na Escócia, e no Oxegen 2007 na Irlanda, em Julho, do segundo dia do Tennents ViTal na Irlanda do Norte, em agosto, no segundo dia do The Echo Project, em Atlanta, Geórgia, em outubro e, por fim, no argentino Yeah Festival, em novembro, e no Fenix Festival, que também teve Travis e Starsailor, no Chile.
Em abril de 2007, eles tocaram no famoso Madison Square Garden, em Nova York. Em 9 de dezembro, eles fizeram uma apresentação especial e surpresa no KROQ Almost Acoustic Christmas, tocando "Don't Shoot Me Santa" e algumas outras canções.
Eles também se apresentaram no quarto episódio da segunda temporada do seriado norte-americano The O.C., no The Bait Shop (apesar de Ronnie Vannucci ter sido contra, no início), tocando "Smile Like You Mean It", que foi inserida no Mix 2, uma das trilhas sonoras do seriado, e no Mix 6. Esta última trilha, que foi feita somente com covers, "Smile Like You Mean It" foi gravada pelo grupo Tally Hall.
Em outubro de 2007, o grupo realizou três concertos no Brasil, como uma das principais atrações do Tim Festival.
Em 26 de outubro na Marina da Glória, no Rio de Janeiro, o grupo tocou para cerca de quatro mil pessoas. Em 28 de outubro, eles tocaram em São Paulo, no Anhembi. A Pedreira Paulo Leminski, em Curitiba, os recebeu no dia 31 de outubro. Neste concerto o baterista Ronnie Vannucci apareceu vestido de bruxo, numa alusão ao Halloween, que nos Estados Unidos é comemorado anualmente neste dia. Em 2009, o The Killers, voltaram ao Brasil para uma turnê de seu novo álbum recentemente lançado no final de 2008, Day & Age. Passaram por São Paulo no dia 21 de novembro, tocando para um público em média de 12 mil pessoas, e a banda deveria passar pelo Rio de Janeiro também, porém o show foi cancelado, por confusões de datas. Com um repertório de 19 músicas, a maioria de seu novo álbum, e outros singles como "Mr. Brightside", "When You Were Young", "Human", "Somebody Told Me" fizeram um show memorável, com cerca de apenas 15 minutos de atraso.

## Influências e características musicais
Em algumas entrevistas, Brandon Flowers credita seu irmão, Shane Flowers, por influenciar sua música. As bandas favoritas de Shane eram grupos dos anos 1980 e, consequentemente, se tornaram as bandas favoritas de Brandon, que disse, em uma entrevista: "Ele me iniciou com The Cars, aos 12. Eu aprendi muito com a música que ele me mostrou. Eu seria uma pessoa diferente se tivesse me enamorado do hip-hop. Foi daí que o meu senso de propósito para o The Killers surgiu." Brandon cita, com certa frequência, bandas como New Order, Pet Shop Boys, Smiths, Morrissey, U2 e Oasis, além de ser bastante perceptível a presença de elementos sonoros de grupos como Duran Duran, The Psychedelic Furs, The Cure e Television. Brandon também disse, em algumas entrevistas, que uma das principais influências do grupo é a própria Las Vegas, "uma cidade onde tudo é luz".
Quando a banda surgiu na cena musical de Las Vegas, sua sonoridade foi melhor assimilada devido ao fato de possuir uma forte presença de sintetizadores. O próprio Mark Stoermer disse, em uma entrevista, que um dos principais fatores da banda ter conseguido sair dos pequenos clubes e cafés de Las Vegas foi "o principal instrumento que coloria a música do grupo, algo que poderia ser motivo de delírio todas as vezes em que nós nos preparávamos para tocar: nenhuma outra banda tinha teclados." A comparação, pois, com grupos post-punk dos anos 1980, como New Order e Depeche Mode é inevitável, já que estes grupos são os pioneiros do synth pop - esta mesma comparação rendeu à banda o título de "banda de post-punk revival". Ainda assim, a música do Killers já recebeu uma grande diversidade de rótulos, como New Wave, pop alternativo e dance rock, sendo que nenhum destes foi plenamente aceito.

## Membros

### Formação (2002 - presente)

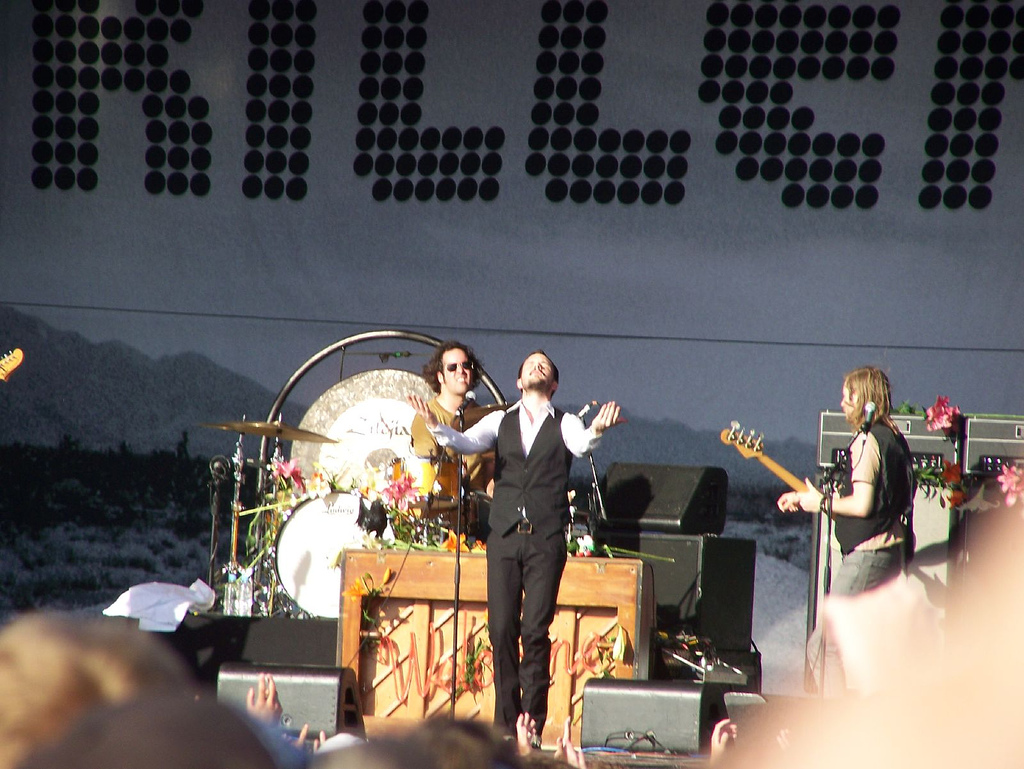
Ronnie, Brandon e Mark em concerto no Big Day Out de 2007, na Austrália.

- Brandon Flowers - vocais, teclado, piano, sintetizador, baixo (em "For Reasons Unknown")
- Dave Keuning - guitarra solo, vocal de apoio
- Ronnie Vannucci - bateria, percussão
- Mark Stoermer - baixo, vocal de apoio, guitarra base (em "For Reasons Unknown")

## Discografia
Desde sua formação, o The Killers lançou cinco álbuns de estúdio (Hot Fuss, Sam's Town, Day & Age, Battle Born e Wonderful Wonderful), trinta singles e uma compilação de lados B e raridades. Dentre seus singles, dois deles são temas natalinos que apoiam os movimentos contra a SIDA liderados pelo vocalista do U2, Bono. A banda ainda esteve presente nas trilhas sonoras de Homem-Aranha 3, com "Move Away" (que viria a ser regravada para integrar a compilação Sawdust) e "Shadowplay" (um dos singles desta compilação), cover do Joy Division feito para Control, filme de Anton Corbijn que mostra a vida de Ian Curtis. O single "When You Were Young" aparece em diversos jogos de eletrônicos, sendo os mais notáveis deles Guitar Hero III: Legends of Rock e Rock Band. Recentemente, o jogo Guitar Hero World Tour recebeu como conteúdo adicional para download as músicas "Mr. Brightside", "Human" e "Losing Touch". Há, ainda, uma canção chamada "Stereo of Lies", tocada em poucos concertos pelo grupo, que nunca foi gravada, e alguns covers (como "Moonage Daydream" e "Rock N' Roll With Me" de David Bowie, "Time" de Pink Floyd, "Helter Skelter", dos Beatles, em conjunto com o The Vines e outros grupos e "Can't Take My Eyes Off You", de Frankie Valli), tocados em apresentações ao vivo, gravados por fãs e que, portanto, não constituem nenhuma gravação oficial do grupo.
Álbuns de estúdio
- Hot Fuss (2004)
- Sam's Town (2006)
- Day & Age (2008)
- Battle Born (2012)
- Wonderful Wonderful (2017)
- Imploding the Mirage (2020)
- Pressure Machine (2021)

### A Trilogia da Morte
Em algumas entrevistas, os membros da banda revelaram que as músicas "Leave The Bourbon On The Shelf", "Midnight Show" e "Jenny Was a Friend of Mine" formam a chamada "Trilogia da Morte". As letras dessas três canções falam de uma adolescente chamada Jennifer que é estrangulada pelo seu namorado ciumento. Dave Keuning, em uma entrevista, disse que "Leave The Bourbon On The Shelf" é a primeira parte. A interpretação das letras revela que "Midnight Show" e "Jenny Was a Friend of Mine" são, respectivamente, as partes dois e três da trilogia. Há ainda quem acredite que "Mr. Brightside" é o epílogo desta história. O grupo revelou, em 2005, que pretendia fazer um musical de 25 minutos sobre esta trilogia, baseado no videoclipe "Thriller", de Michael Jackson, mas, ao que tudo indica, o projeto foi abandonado.

## Prêmios

### Certificados da RIAA
Estas estatísticas foram compiladas do banco de dados online da RIAA.
- Hot Fuss - Disco de Platina Triplo (1º de dezembro de 2005)
- Sam's Town - Disco de Platina (8 de novembro de 2006)
- "Mr. Brightside" - Disco de Ouro (29 de março de 2005)
- "All These Things That I've Done" - Disco de Ouro (12 de dezembro de 2005)
- "Somebody Told Me" - Disco de Platina (31 de outubro de 2007)

### Awards Shows
- The Killers - Best New Artist, MTV Video Music Awards (2005)
- The Killers - World's Best Selling Group, World Music Awards (2005)
- The Killers - Best Rock Group, MTV Europe Music Awards (2006)
- The Killers - Best International Group, BRIT Awards (2007)
- Sam's Town - Best International Album, BRIT Awards (2007)
- Bones - Best Video Clip, Britain NME Awards (2007)
- The Killers  - Best International Group, Britain NME Awards (2008)
- The Killers  - Best Group, American NME Awards (2008)
- The Killers  - Best Track (Tranquilize), American NME Awards (2008)